# Полетаев, Фёдор Андрианович
Фёдор Андриа́нович Полета́ев (Полета́в) (14 мая 1909 — 2 февраля 1945) — советский солдат, участник итальянского движения Сопротивления в годы Второй мировой войны, Герой Советского Союза, национальный герой Италии.

## Биография
Родился в селе Катино в крестьянской семье. Русский. Образование начальное.
В 1923 году уехал на заработки в Подмосковье, в посёлок Электропередача Павлово-Посадского района. Работал грузчиком на торфоразработках. Там же в 1929 году женился на Марии Никаноровне Калининой.
В 1931 году с женой вернулся к себе на родину, в село Катино, где в мае у них родилась дочь Александра.
В том же году, осенью, он был призван в Красную Армию, служил в артиллерийском полку Московской Пролетарской стрелковой дивизии. В армии освоил профессию кузнеца.
После демобилизации в 1933 году Фёдор Полетаев вернулся в село, забрал жену с детьми (сын Миша родился в 1932 году) и уехал на Кубань в станицу Старомышастовскую, где работал кузнецом. Однако в январе 1935 года из-за болезни детей семья была вынуждена вернуться на родину, в село Катино. В том же году в семье Полетаевых случилось горе: дети заболели полиомиелитом. Сын Миша умер, а дочь Шура сумела перебороть болезнь, но навсегда осталась глухонемой. После этого они переехали в село Петрушино (ныне в составе Горловского сельского поселения Скопинского района Рязанской области), где осенью 1936 года у них родилась дочь Валя, а потом — два сына: в 1938 году — Николай, а в 1940 году — Михаил.
В августе 1941 года Фёдор Полетаев был мобилизован. Воевал в 28-м гвардейском артиллерийском полку, 9-й гвардейской стрелковой дивизии. Участник битвы за Москву. Весной-летом 1942 года воевал на Дону.
В июне части дивизии оказались в окружении. В июле 1942 года в районе села Раздольное гвардии рядовой (по некоторым данным — сержант) Полетаев был тяжело ранен и ошибочно признан погибшим (согласно справке Архива МО СССР, он был похоронен в братской могиле в этом селе). С другой стороны, некоторое время Полетаев числился перебежчиком к немцам, его искал особый отдел дивизии, командира батареи допрашивал СМЕРШ. И только после войны стало известно, что Полетаев попал в плен.
Он был вынесен с поля боя своими боевыми товарищами, но из-за тяжёлого ранения в ногу его пришлось оставить в одном из хуторов, где он три месяца лечился, а поправившись, решил идти к своим — или перейти линию фронта, или искать связь с партизанами. Он попал в плен, но той же ночью бежал. Пытался снова выйти к своим, но был пойман полицаями.
Прошёл лагеря военнопленных в Вязьме, Бердичеве, в Мелеце. Попав в лагерь возле города Славонски-Брод, в марте 1944 года он с группой военнопленных бежал, но вскоре был снова пойман и отправлен в рабочую команду на территории Италии, близ Генуи.
Летом 1944 года с помощью итальянских коммунистов бежал и вступил в партизанский батальон под командованием Нино Франки бригады «Орест» дивизии «Пинан Чикеро». Среди партизан он получил прозвище «Поэтан».
Участвовал во многих боевых операциях итальянских партизан, совершавших нападения на гитлеровцев в районе автострады Генуя—Серравалле-Скривия.
В начале 1945 года немцы предприняли широкомасштабную карательную операцию против партизан в Лигурии. В операции принимали участие части Туркестанского легиона. В долине Молний Валле-Скривия возле городка Канталупо партизаны батальона вступили в бой с немецкими карателями и заставили их перейти к обороне. Но необходимо было заставить их сдаться до прихода подкреплений. Тогда Фёдор Полетаев поднялся в атаку и, ведя огонь из автомата, приказал немцам сдаваться. Следом подоспели партизаны. Немцы начали бросать оружие, но в последний момент один из них выстрелил в Полетаева. Пуля пробила горло.
Был похоронен со всеми почестями на кладбище в местечке Рокетта. После окончания войны его прах был перезахоронен в Генуе на кладбище Стальено.
25 мая 1947 года в Генуе советскому консулу были вручены для передачи семье Героя награды: золотая медаль «За военную доблесть» на синей муаровой ленте и бронзовая пятиконечная звезда — знак бойца Гарибальдийской партизанской бригады. На обратной стороне медали выгравировано имя — Фёдор Александр Поэтан. Эту награду Итальянского сопротивления в самой Италии получили немногие.
Только 26 декабря 1962 года указом Президиума Верховного Совета СССР Фёдору Полетаеву было присвоено звание Героя Советского Союза (посмертно). Произошло это благодаря тому, что советский писатель и общественный деятель Сергей Смирнов, изучив документы и фотографии, доказал, что человек, носивший имя «Фёдор Поэтан», является советским солдатом Фёдором Андриановичем Полетаевым.

## Награды и звания
Советские государственные награды и звания:
- Герой Советского Союза;
- орден Ленина.

Итальянские награды:
- Золотая медаль «За воинскую доблесть»;
- медаль «Гарибальди».

## Память
- Похоронен в Генуе на кладбище «Стальено». На могиле мраморная плита; в обрамлении лаврового венка из бронзы фотография Героя и надпись золотом: «FEDOR ANDRIANOVIC POLETAEV <FIODOR> MEDAGLIA D’ORO CANTALUPO LIGURE 2.2 1945/ Фёдор Андрианович Полетаев. (Фёдор). Золотая медаль. Канталупо-Лигуре 2/2 1945».
- Памятник в Рязани на улице, носящей имя Полетаева (открыт 24 декабря 1970 года)[3].
- В 1964 г. Рязанский областной комитет ДОСААФ и областной совет профсоюзов учредили приз имени Героя Советского Союза и Национального героя Италии Федора Андриановича Полетаева в рамках проведения ежегодного спортивного мотоциклетного кросса между командами мотогонщиков центральных областей и автономных республик РСФСР.[4]
- Памятник в Москве на пересечении улицы Фёдора Полетаева и Есенинского бульвара.
- Памятники в Италии в городах Генуе и Канталупо-Лигуре.
- Памятник в городе Красногорске, Узбекистан. Разрушен властями в 2014 году[5]. Восстановлен в 2020 году в честь 75-летия Победы[6][7].
- В городе Красногорск также есть микрорайон имени Полетаева.
- Барельеф в мемориале «Павловопосадцы — Герои Великой Отечественной войны» в Парке Победы, Павловский Посад.
- Улицы в городах бывшего СССР: в Караганде, Красногорске (Узбекистан), Липецке, Мариуполе, Миассе, Москве, Рязани, Скопине, Темиртау, Туапсе, Тюмени, Чернигове и Черновцах.
- Улица Фёдор (via Fiodor) в городе Генуе, названная в честь Фёдора Полетаева.
- Нефтеналивное судно в Италии носит имя Полетаева.
- В советские времена имя Полетаева носила пионерская дружина школы № 336 города Москвы.
- В 1963 году режиссёр-кинодокументалист Виктор Петрович Лисакович снял документальный фильм «Его звали Фёдор». Фильм получил приз «Серебряный голубь», МКФ неигрового и анимационного кино в Лейпциге, в 1963 году.
- На последних минутах фильма «В бой идут одни „старики“» в документальных кадрах показана могила Фёдора Полетаева в Генуе.

- Памятник Ф. Полетаеву в Канталупо.
- Медаль с изображением Фёдора Полетаева и Альчидо Черви, выпущенная в Италии.
- Памятник Фёдору Полетаеву в Рязани.
- Памятник Фёдору Полетаеву в Москве.